# 王宗澤
王宗泽（？—926年5月2日），中國五代十国時代人物，前蜀高祖王建的第六子（一说第九子），褚姬所生。
武成三年（910年），王宗泽被父亲封为兴王。前蜀后主乾德六年（924年），王宗泽改封为宋王，罢军使。次年，后唐庄宗李存勖派李继岌、郭崇韬率军灭前蜀。伶人景进向庄宗进言翦除王衍，庄宗便杀害了王衍及其亲族，三月十八甲戌（926年5月2日），王宗澤、王宗輅、王宗紀、王宗智、王宗鼎、王宗平、王宗特、王衍兄弟八人一起死在秦川驿，葬于长安县三赵村。